# Estações do metropolitano de Washington

Info-mapa do Washington Metro

Esta é uma lista das estações do Metro de Washington, oficialmente, Metrorail (Washington, D.C.).
Somente as estações em negrito são estações de interligação, onde os passageiros podem fazer transbordo, trocando de linha.

## Linhas
- Linha Azul: Franconia–Springfield — Largo Town Center
- Linha Verde: Branch Avenue — Verde  belt
- Linha Laranja: Vienna/Fairfax–GMU — New Carrollton
- Linha Vermelha: Shady Grove — Glenmont
- Linha Amarela: Huntington — Fort Totten / Mt Vernon Sq/7th St-Convention Center
- Linha Prata: Route 772 — Stadium–Armory[3]

## Estações
| Código | Linhas             | Estação                                              | Estado         | Inauguração            |
| ------ | ------------------ | ---------------------------------------------------- | -------------- | ---------------------- |
| G03    | Azul               | Addison Road–Seat Pleasant                           | Maryland       | 22 de novembro de 1980 |
| F06    | Verde              | Anacostia                                            | Washington, DC | 28 de dezembro de 1991 |
| F02    | Verde Amarela      | Archives–Navy Memorial–Penn Quarter                  | Washington, DC | 30 de abril de 1983    |
| C06    | Azul               | Arlington Cemetery                                   | Virginia       | 1 de julho de 1977     |
| K04    | Laranja Prata      | Ballston–MU                                          | Virginia       | 11 de dezembro de 1979 |
| G01    | Azul               | Benning Road                                         | Washington, DC | 22 de novembro de 1980 |
| A09    | Vermelha           | Bethesda                                             | Maryland       | 25 de agosto de 1984   |
| C12    | Azul Amarela       | Braddock Road                                        | Virginia       | 17 de dezembro de 1983 |
| F11    | Verde              | Branch Avenue                                        | Maryland       | 13 de janeiro de 2001  |
| B05    | Vermelha           | Brookland–CUA                                        | Washington, DC | 6 de fevereiro de 1978 |
| G02    | Azul               | Capitol Heights                                      | Washington, DC | 22 de novembro de 1980 |
| D05    | Azul Laranja Prata | Capitol South                                        | Washington, DC | 1 de julho de 1977     |
| D11    | Laranja            | Cheverly                                             | Maryland       | 20 de novembro de 1978 |
| K02    | Laranja Prata      | Clarendon                                            | Virginia       | 11 de dezembro de 1979 |
| A05    | Vermelha           | Cleveland Park                                       | Washington, DC | 5 de dezembro de 1981  |
| E09    | Verde              | College Park-University of Maryland                  | Maryland       | 11 de dezembro de 1993 |
| E04    | Verde Amarela      | Columbia Heights                                     | Washington, DC | 18 de setembro de 1999 |
| F07    | Verde              | Congress Heights                                     | Washington, DC | 13 de janeiro de 2001  |
| K01    | Laranja Prata      | Court House                                          | Virginia       | 11 de dezembro de 1979 |
| C09    | Azul Amarela       | Crystal City                                         | Virginia       | 1 de julho de 1977     |
| D10    | Laranja            | Deanwood                                             | Washington, DC | 20 de novembro de 1978 |
| K07    | Laranja            | Dunn Loring–Merrifield                               | Virginia       | 7 de junho de 1986     |
| A03    | Vermelha           | Dupont Circle                                        | Washington, DC | 17 de janeiro de 1977  |
| K05    | Laranja Prata      | East Falls Church                                    | Virginia       | 7 de junho de 1986     |
| D06    | Azul Laranja Prata | Eastern Market                                       | Washington, DC | 1 de julho de 1977     |
| C14    | Amarela            | Eisenhower Avenue                                    | Virginia       | 17 de dezembro de 1983 |
| A02    | Vermelha           | Farragut North                                       | Washington, DC | 29 de março de 1976    |
| C03    | Azul Laranja Prata | Farragut West                                        | Washington, DC | 1 de julho de 1977     |
| D04    | Azul Laranja Prata | Federal Center SW                                    | Washington, DC | 1 de julho de 1977     |
| D01    | Azul Laranja Prata | Federal Triangle                                     | Washington, DC | 1 de julho de 1977     |
| C04    | Azul Laranja Prata | Foggy Bottom–GWU                                     | Washington, DC | 1 de julho de 1977     |
| B09    | Vermelho           | Forest Glen                                          | Maryland       | 22 de setembro de 1990 |
| E06    | Verde Amarela      | Fort Totten (piso inferior)                          | Washington, DC | 11 de dezembro de 1993 |
| B06    | Vermelha           | Fort Totten (piso superior)                          | Washington, DC | 6 de fevereiro de 1978 |
| J03    | Azul               | Franconia–Springfield                                | Virginia       | 29 de junho de 1997    |
| A08    | Vermelha           | Friendship Heights                                   | Washington, DC | 25 de agosto de 1984   |
| F01    | Verde Amarela      | Gallery Place–Chinatown (piso inferior)              | Washington, DC | 30 de abril de 1983    |
| B01    | Vermelha           | Gallery Place–Chinatown (piso superior)              | Washington, DC | 15 de dezembro de 1976 |
| E05    | Verde Amarela      | Georgia Avenue–Petworth                              | Washington, DC | 18 de setembro de 1999 |
| B11    | Vermelha           | Glenmont                                             | Maryland       | 25 de julho de 1998    |
| E10    | Verde              | Greenbelt                                            | Maryland       | 11 de dezembro de 1993 |
| A11    | Vermelha           | Grosvenor–Strathmore                                 | Maryland       | 25 de agosto de 1984   |
| C15    | Amarela            | Huntington                                           | Virginia       | 17 de dezembro de 1983 |
| B02    | Vermelha           | Judiciary Square                                     | Washington, DC | 29 de março de 1976    |
| C13    | Azul Amarela       | King Street                                          | Virginia       | 17 de dezembro de 1983 |
| D03    | Azul Laranja Prata | L'Enfant Plaza (piso inferior)                       | Washington, DC | 1 de julho de 1977     |
| F03    | Verde Amarela      | L'Enfant Plaza (piso superior)                       | Washington, DC | 30 de abril de 1983    |
| D12    | Laranja            | Landover                                             | Maryland       | 20 de novembro de 1978 |
| G05    | Azul               | Largo Town Center                                    | Maryland       | 18 de dezembro de 2004 |
| C02    | Azul Laranja Prata | McPherson Square                                     | Washington, DC | 1 de julho de 1977     |
| A10    | Vermelha           | Medical Center                                       | Maryland       | 25 de agosto de 1984   |
| C01    | Azul Laranja Prata | Metro Center (piso inferior)                         | Washington, DC | 1 de julho de 1977     |
| A01    | Vermelha           | Metro Center (piso superior)                         | Washington, DC | 29 de março de 1976    |
| D09    | Laranja            | Minnesota Avenue                                     | Washington, DC | 20 de novembro de 1978 |
| G04    | Azul               | Morgan Boulevard                                     | Maryland       | 18 de dezembro de 2004 |
| E01    | Verde Amarela      | Mount Vernon Square/7th Street–Convention Center     | Washington, DC | 11 de maio de 1991     |
| F05    | Verde              | Navy Yard-Nationals Stadium                          | Washington, DC | 28 de dezembro de 1991 |
| F09    | Verde              | Naylor Road                                          | Maryland       | 13 de janeiro de 2001  |
| D13    | Laranja            | New Carrollton                                       | Maryland       | 20 de novembro de 1978 |
| B97    | Vermelha           | New York Avenue–Florida Avenue–Gallaudet Univ        | Washington, DC | 20 de novembro de 2004 |
| C07    | Azul Amarela       | Pentagon                                             | Virginia       | 1 de julho de 1977     |
| C08    | Azul Amarela       | Pentagon City                                        | Virginia       | 1 de julho de 1977     |
| D07    | Azul Laranja Prata | Potomac Avenue                                       | Washington, DC | 1 de julho de 1977     |
| E08    | Verde              | Prince George's Plaza                                | Maryland       | 11 de dezembro de 1993 |
| (N09)  | Prata              | Reston Parkway                                       | Virginia       |                        |
| B04    | Vermelha           | Rhode Island Avenue–Brentwood                        | Washington, DC | 29 de março de 1976    |
| A14    | Vermelha           | Rockville                                            | Maryland       | 15 de dezembro de 1984 |
| C10    | Azul Amarela       | Ronald Reagan Washington National Airport            | Virginia       | 1 de julho de 1977     |
| C05    | Azul Laranja Prata | Rosslyn                                              | Virginia       | 1 de julho de 1977     |
| (N11)  | Prata              | Route 28                                             | Virginia       |                        |
| (N14)  | Prata              | Route 606                                            | Virginia       |                        |
| (N15)  | Prata              | Route 772                                            | Virginia       |                        |
| A15    | Vermelha           | Shady Grove                                          | Maryland       | 15 de dezembro de 1984 |
| E02    | Verde Amarela      | Shaw–Howard University                               | Washington, DC | 11 de maio de 1991     |
| B08    | Vermelha           | Prata Spring                                         | Maryland       | 6 de fevereiro de 1978 |
| D02    | Azul Laranja Prata | Smithsonian                                          | Washington, DC | 1 de julho de 1977     |
| F08    | Verde              | Southern Avenue                                      | Maryland       | 13 de janeiro de 2001  |
| D08    | Azul Laranja Prata | Stadium–Armory                                       | Washington, DC | 1 de julho de 1977     |
| F10    | Verde              | Suitland                                             | Maryland       | 13 de janeiro de 2001  |
| B07    | Vermelha           | Takoma                                               | Washington, DC | 6 de fevereiro de 1978 |
| A07    | Vermelha           | Tenleytown–AU                                        | Washington, DC | 25 de agosto de 1984   |
| A13    | Vermelha           | Twinbrook                                            | Maryland       | 15 de dezembro de 1984 |
| (N04)  | Prata              | Tysons Central 7                                     | Virginia       |                        |
| (N03)  | Prata              | Tysons Central 123                                   | Virginia       |                        |
| (N02)  | Prata              | Tysons East                                          | Virginia       |                        |
| (N05)  | Prata              | Tysons West                                          | Virginia       |                        |
| E03    | Verde Amarela      | U Street/African-American Civil War Memorial/Cardozo | Washington, DC | 11 de maio de 1991     |
| B03    | Vermelha           | Union Station                                        | Washington, DC | 29 de março de 1976    |
| J02    | Azul               | Van Dorn Street                                      | Virginia       | 15 de junho de 1991    |
| A06    | Vermelha           | Van Ness–UDC                                         | Washington, DC | 5 de dezembro de 1981  |
| K08    | Laranja            | Vienna/Fairfax–GMU                                   | Virginia       | 7 de junho de 1986     |
| K03    | Laranja Prata      | Virginia Square–GMU                                  | Virginia       | 11 de dezembro de 1979 |
| F04    | Verde              | Waterfront–SEU                                       | Washington, DC | 28 de dezembro de 1991 |
| K06    | Laranja            | West Falls Church-VT/UVA                             | Virginia       | 7 de junho de 1986     |
| E07    | Verde              | West Hyattsville                                     | Maryland       | 11 de dezembro de 1993 |
| B10    | Vermelha           | Wheaton                                              | Maryland       | 22 de setembro de 1990 |
| A12    | Vermelha           | White Flint                                          | Maryland       | 15 de dezembro de 1984 |
| (N08)  | Prata              | Wiehle Avenue                                        | Virginia       |                        |
| A04    | Vermelha           | Woodley Park–Zoo/Adams Morgan                        | Washington, DC | 5 de dezembro de 1981  |

## Futuras estações
A estação Potomac Yard está planejada para ser inaugurada em 2021.  A fase 2 da Linha de Prata está planejada para iniciar as operações no no final de 2019 com seis novas estações. No término das obras o terminal ocidental da linha será a estação Ashburn.
| Estação                      | Linha                       | Jurisdição         | Previsão de abertura | Referência |
| ---------------------------- | --------------------------- | ------------------ | -------------------- | ---------- |
| Dulles International Airport | Linha prata                 | Condado de Loudoun | 2020                 | [ 3 ]      |
| Herndon                      | Linha prata                 | Condado de Fairfax | 2020                 | [ 3 ]      |
| Innovation Center            | Linha prata                 | Condado de Fairfax | 2020                 | [ 3 ]      |
| Potomac Yard                 | Linha prata - Linha amarela | Alexandria         | 2021                 | [ 2 ]      |
| Reston Town Center           | Linha prata                 | Condado de Fairfax | 2020                 | [ 3 ]      |
| Loudoun Gateway              | Linha prata                 | Condado de Loudoun | 2020                 | [ 3 ]      |
| Ashburn                      | Linha prata                 | Condado de Loudoun | 2020                 | [ 3 ]      |